# Il fratello grande
Il fratello grande (Брат 2) è un film del 2000 diretto da Aleksej Oktjabrinovič Balabanov.

## Trama
Danila Bagrov partecipa a un programma televisivo e incontra i suoi vecchi amici, uno dei quali viene ucciso. Danila deve capirlo.